# 国王十字圣潘克拉斯站
国王十字圣潘克拉斯站（英語：King's Cross St. Pancras tube station），有时简称国王十字站（King's Cross tube station），是伦敦地铁汉默史密斯及城市线、环线、大都会线、北线、皮卡迪利线和维多利亚线的轉乘站，位於伦敦卡姆登区。本站服务国王十字车站和聖潘克拉斯車站，位於倫敦軌道運輸第1收费区。

## 車站線路及換乘
国王十字圣潘克拉斯站是伦敦地铁最大的换乘站，有6条线路4条铁道通过。
- 在汉默史密斯及城市线、环线、大都会线上，本站西行下一站為尤斯顿广场，東行下一站為法灵顿。三条线路在这里使用同一条铁道。乘客可經任何一線西行前往貝克街站，以換乘銀禧線和貝克盧線。
- 在北线上，本站在银行支线上，其北行下一站為尤斯顿，南行下一站為天使。乘客可於尤斯頓站轉乘北線查令十字支線，亦可經北線南行前往銀行及紀念碑站換乘中央線和區域線。
- 在皮卡迪利线上，其西行下一站為罗素广场，東行下一站為卡利多尼安路。
- 在维多利亚线上，其南行下一站為尤斯顿，北行下一站為高貝利及伊斯靈頓。乘客可於高貝利及伊斯靈頓站換乘倫敦地上鐵北倫敦線。

## 历史

### 淺層車站落成
在1851年、國王十字車站的興建過程中，就已有於國王十字興建地鐵站的計劃。當時計劃打算連接大西部鐵路的帕丁頓車站和大北部鐵路的國王十字車站。本站隨著大都会铁路首階段（帕丁頓—法靈頓）於1863年1月10日通車而啟用。1868年8月，為了配合大都會鐵路本站至沼澤門街站（現沼澤門站）四線化工程，本站進行了改造工程，並新設一組月台供拓寬線（即四線化中的一對新設軌道）使用。在四線化工程中，國王十字車站連接大都會鐵路原有軌道的聯絡線改為連接拓寬線。四線化後，大都會鐵路列車繼續使用原有軌道，大北方鐵路及其他鐵路公司的列車則改為於拓寬線上運行。同年，大都會鐵路公司為拓寬線鋪設了一條聯絡線，並於圣潘克拉斯車站（當時是米德蘭鐵路公司剛落成的鐵路總站）北方連接米德蘭鐵路。這使米德蘭鐵路公司得以開辦貝德福德至沼澤門街站的客運服務。
1871年7月1日起，大都會鐵路與區域鐵路公司共同開設內環線服務。由於沼澤門街站以東至市長官邸站一段鐵路尚未落成，內環線（實質未成環）列車服務為沼澤門街站至市長官邸站，途經本站、西倫敦的南肯辛頓和埃奇韋爾路，每十分鐘一班車。1884年10月6日，內環線隨著市長官邸站和阿爾德門站一段鐵路通車而得以閉合成環，因此本站亦於同日起提供內環線順、逆時針的列車服務（與2009年12月13日前環線路線相同）。

### 深層車站落成
大北方、皮卡迪利及布朗普頓鐵路（GNP&BR，现皮卡迪利线的一部分）首階段於1906年12月15日通車，其國王十字站亦隨之啟用。屬於城市及南伦敦鐵路（C&SLR，现在北线的一部分）北延尤斯頓段的國王十字站則於1907年5月11日开通。隨著倫敦地下鐵路網絡的擴張，以及路面電車的普及，拓寬線上的客運列車服務因為不敵競爭而急劇減少。由於客運列車減少，使更多貨運列車能使用拓寬線。因此途經本站的貨運列車數目亦有所上升。
1906年12月15日至1932年9月19日间，大北方、皮卡迪利及布朗普頓鐵路國王十字站的東行下一站是约克路站。該站由於位處工業區，又只在本站北边600米處，这样短的距离導致該站人流稀少。1909年9月起，部分列車就不停該站，以縮短前往其他車站的時間。1918年5月5日起，該站逢週日關閉。1926年5月4日英國大罷工開始後，該站就一直關閉。由於約克路站的關閉引起了英國下議院關注，該站於同年10月重開。但該站最終於1932年9月19日永久关闭。當日亦是大北方、皮卡迪利及布朗普頓鐵路芬斯伯里公園至亞諾斯高夫段的開通日。現時該站的月台已被拆除，但乘客仍可於列車上看見該站的月台空間（儘管部分東行月台已被遮蔽）。該站出口被用作列車隧道的緊急出口。约克路站的地面建筑則保留至今。因此現時皮卡迪利線的本站東行下一站是卡利多尼安路站。
1927年，該兩鐵路的國王十字站被改名為國王十字予聖潘克拉斯站（King's Cross for St Pancras）。

### 成為大都會線、環線、北線及皮卡迪利線轉乘站
1933年7月1日，所有在倫敦經營地下鐵路的公司被公有化，其資產轉移至政府成立的倫敦客運委員會。同年，國王十字予聖潘克拉斯站被改為現名。大都會線車站亦於1940年10月16日改為現名。於1930年代，本站進行了當時總造價為26萬英鎊的大規模改造工程，包括建造直接連繫聖潘克拉斯車站的地下通道和一座圓形的主票務大堂。地下通道及大堂分別於1939年6月18日及1941年啟用。此外，倫敦客運委員會亦於1930年代為於本站的淺層（大都會線及環線）月台以西約250米處建造新月台供大都會線及環線使用，以縮短淺層與深層月台（皮卡迪利線、北線的月台）間的距離 。
為了緩解區域線白教堂以東路段的擁擠情況，倫敦客運委員會於1936年將部分大都會線直通東倫敦線（漢默史密斯—新十字/新十字門）的列車服務改為直通區域線（漢默史密斯—巴金）。本站自此開始提供前往巴金的列車服務。
二戰期間，由於本站於倫敦大轟炸時受炸彈轟炸，淺層月台於1940年10月16日至12月6日關閉。1941年3月9日，淺層月台再次受炸彈轟炸，一輛列車、車站屋頂、信號箱和月台均受到破壞，兩名地鐵職員亦因而喪生 。1941年3月14日，尚未完工的新淺層月台啟用，月台以青邊奶黃色瓷磚裝飾。同時，本站增設了沿尤斯頓路下方鋪設的地下通道，直接連繫淺層（大都會線、環線）月台與皮卡迪利線、北線的月台，方便乘客換乘。原1868年落成的淺層月台中，南側兩座月台因為大都會線、環線遷至新月台而被廢棄。現今，列车在本站和法灵顿站间行驶时，乘客仍可以看到該兩座廢棄月台。北側兩座屬於拓寬線的月台則持續服務城際列車至1979年。

### 維多利亞線通車
国王十字站隨著维多利亚线二期（高貝里及伊斯靈頓—華倫街）通車于1968年12月1日投入使用。在維多利亞線規劃過程中，芬斯伯里公園、高貝里及伊斯靈頓、尤斯頓和牛津圓環站均設有跨月台轉乘設計，使維多利亞線乘客能夠可以跨月台轉乘其他路線。然而，由於本站空間所限，本站維多利亞線月台無法與北線、皮卡迪利線月台處於同一水平，因此亦無法提供跨月台轉乘設計。本站的維多利亞線月台為分離式月台，並設有兩條新的扶手電梯連接月台與北線 / 皮卡迪利線票務廳，以及已被擴闊的車站大堂。维多利亚线的自动扶梯正好穿过原来皮卡迪利線垂直电梯的位置。此外，亦有一條地下通道和樓梯連接維多利亞線月台與大堂。
1983年米德蘭主線和拓寬線電氣化工程完成後，原1868年落成的北側淺層月台成為國王十字米德蘭城市車站（1988年改稱國王十字泰晤士連線車站）的月台。該站設有地下通道連繫本站。
1986年，本站與一系列其他地鐵站的翻新工程完成。工程為北線、皮卡迪利線月台增添了設有「K」和「X」字樣、色彩繽紛的瓷磚裝飾。這些裝飾後來於2000年代中期本站的大型升級及擴建工程中被移除。

### 國王十字站大火

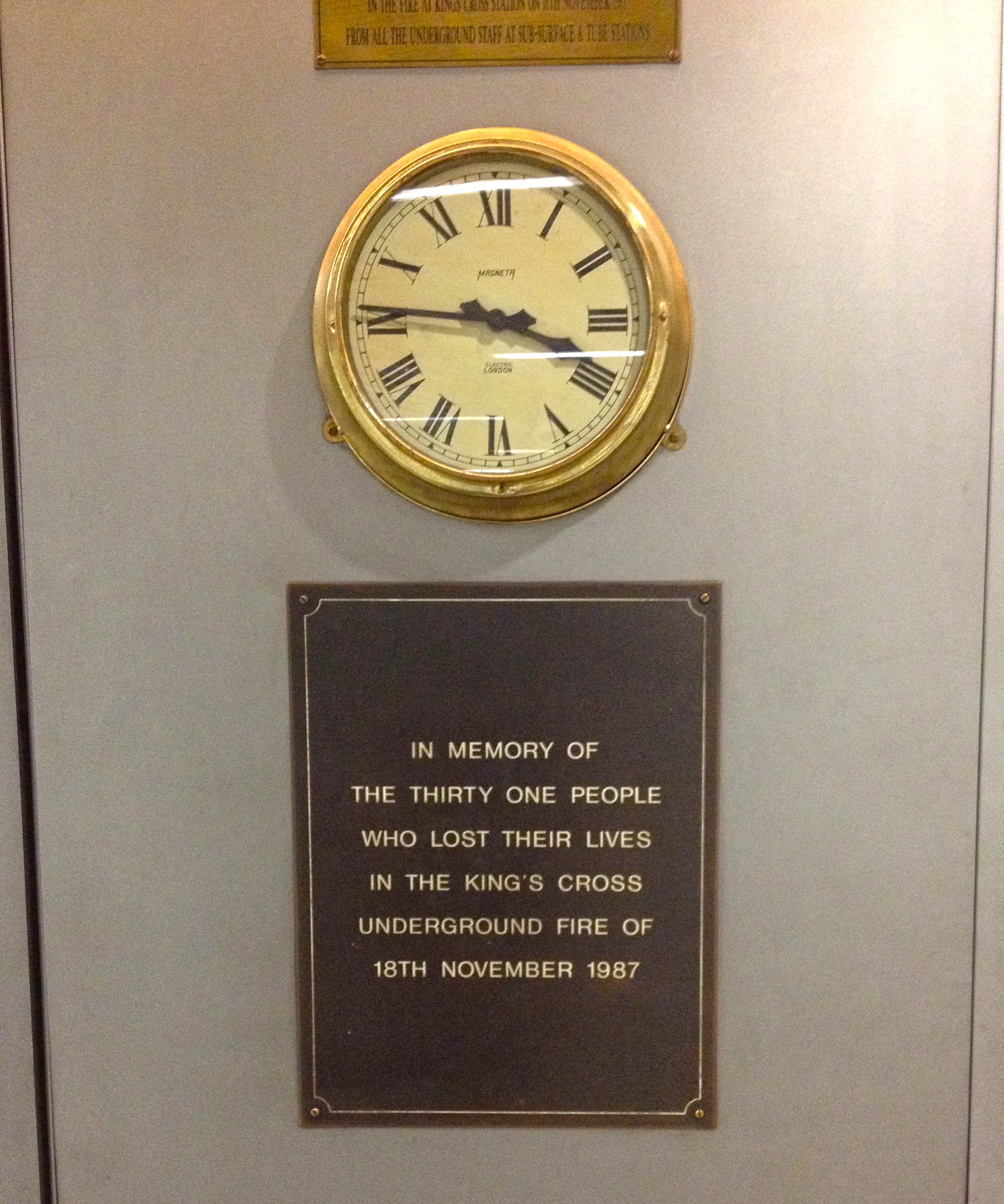
站內關於国王十字站大火的紀念牌匾

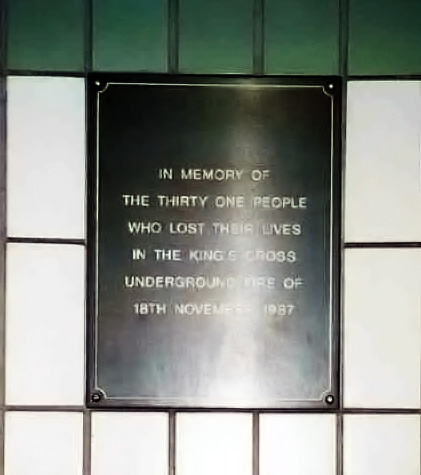
1987年国王十字站大火的纪念碑

1987年11月18日約7時30分，數名乘客向本站職員報告，指連接皮卡迪利線和大堂的上行扶手電梯著火。由於職員判斷只屬輕微火災，隨後於7時43分到達的消防員只帶了4條消防水龍帶和一條逃生梯。消防員到達時，當時票務大堂已經濃煙密佈，列車過站不停，乘客亦正在疏散。約7時45分，火焰突然造成閃燃，火球從扶手電梯噴出，導致票務大堂著火。大火直至翌日凌晨約1時46分才被妥善控制。导致31人死亡 、100人需送往醫院，其中19人嚴重受傷。这场大火使得伦敦地铁的防火设备更新，防火措施大幅改进，员工的训练得到增强，木质台阶的自动扶梯亦逐步被替换成金屬扶梯。雖然從1985年2月起，倫敦地鐵所有車站的地下部分已禁止吸煙，但在大火過後，禁煙措施進一步擴展至全個網絡。
大火後，由於大都會線、環線的月台和票務大堂並未受大火波及，因此於1987年11月19日（翌日）清晨重開。維多利亞線月台亦未受波及，其連接大堂的扶手電梯亦只有輕微受損，因此亦於下星期二重開。維多利亞線、北線和皮卡迪利線共用的大堂則於四星期內分階段重開。由于大火嚴重破坏了連接皮卡迪利線月台與大堂的扶手電梯，它們需要全數更換。修復工程期間，乘客需要透過維多利亞線月台或國王十字泰晤士連線車站（時稱國王十字米德蘭城市站）的月台前往皮卡迪利線月台。由於從大堂前往北線月台原本就要經過皮卡迪利線月台，而維多利亞線的電梯亦無法同時應付維多利亞線、皮卡迪利線以及北線的客流，因此北線月台於大火後保持關閉，北線列車過站不停，以免令車站過份擠逼。此外，皮卡迪利線月台亦需於繁忙時間實施單方向人流管制。由於修復和重建工程需時超過一年，連接皮卡迪利線月台與大堂的新扶手電梯於1989年2月27日才完成安裝。北線月台和連接皮卡迪利線月台與大堂的扶手電梯直到1989年3月5日才再次开启。

### 後續發展
1990年7月30日，大都會線漢默史密斯至巴金的列車服務獲升格獨立成線，稱為漢默史密斯及城市線。本站亦因此成為漢默史密斯及城市線的車站。
2000年8月，為了配合英法海底隧道鐵路連接計劃（即日後連接聖潘克拉斯車站與歐洲大陸的1號高速鐵路計劃），本站開展大規模升級及擴建工程。此項耗資8.1億英鎊、耗時近十年的工程使本站能應付的日客量翻倍至超過十萬人。工程項目包括:
- 增設兩座新票務大堂：西大堂及北大堂。西大堂位於聖潘克拉斯車站正門下方[27]，北大堂則位於國王十字車站大堂的下方[26]
- 重建及擴展原有位於國王十字車站前方地底的大堂
- 增設新的行人通道與扶手電梯，以提升本站容量
- 增設十部電梯，提供出入口至各線月台的無障礙通道[28][29]

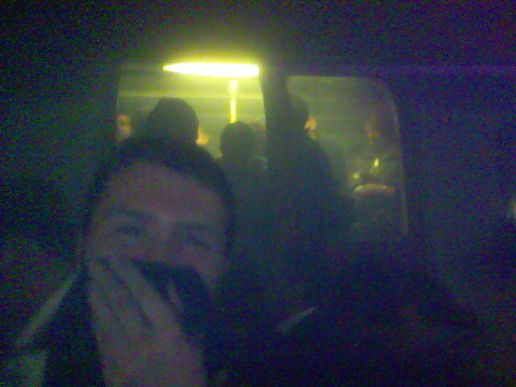
在本站與羅素廣場站間、遭到爆炸的皮卡迪利線南行列车上，乘客正等候撤離

2005年7月7日早上，一名牙買加裔穆斯林於一列皮卡迪利線南行列车上設置炸彈。炸彈於列車駛離本站約一分鐘後爆作，造成列車第一卡後半部和第二卡車廂前半部嚴重損毀，地鐵隧道亦受到破壞。皮卡迪利線炸彈爆炸造成合共26名乘客死亡（不包括該恐怖份子）。皮卡迪利線隧道屬於深層隧道，距離地面超過30米。該線的東西行軌道位於各自直徑只達3.56米的隧道中，隧道與列車之間的空間狹窄，淨空只有15厘米。上述因素導致該枚炸彈造成的衝擊力被局限於有限的空間內，使死傷人數大大超越另外兩枚於環線列車爆炸的炸彈（該兩枚炸彈分別導到7名及6名乘客死亡）。
2007年12月9日，國王十字泰晤士連線車站因泰晤士連線工程關閉，其城際列車服務被轉移至聖潘克拉斯車站。車站關閉後，其票務大堂和連接本站的通道曾長期被用作本站的另一出入口，但該出入口只於平日07:00至20:00開放。
2009年7月，時任倫敦市長鮑里斯·約翰遜為升級及擴建完成的本站舉行開幕典禮。
2019冠狀病毒病疫情爆發後，倫敦地鐵於2020年3月23日起無限期關閉曾屬國王十字泰晤士連線車站的本站出入口。2021年11月，倫敦交通局就一項根據資訊自由法提出的查詢作出回應，指出由於票務大堂需要進行結構改善工程，交通局正審視該出入口的可用性，因此交通局暫時未有重開出入口的計劃。
2022年，倫敦地鐵路線圖開始標示本站為國王十字及聖潘克拉斯國際站。

## 规划线路

### 二號橫貫鐵路
1991年开始，政府已為擬建的車路士-哈克尼线沿線立法，使所需用地的任何將來發展都不會阻礙該線的建造工程。該擬建鐵路於2000及2010年代發展為二號橫貫鐵路計劃。
2015年10月，倫敦交通局為二號橫貫鐵路二號橫貫鐵路走線展開公眾諮詢。當時諮詢的計劃走線北段設有三個分別通往七姊妹、托登罕谷和哈克尼中央的分支。該三分支於天使站匯合後，將會於本站與尤斯頓站間設立「尤斯頓聖潘克拉斯站」。此後，走線將會途經托登罕宮路、維多利亞、車路士國王路、克拉珀姆交匯、巴勒（或圖廳大道）和溫布頓站，並於溫布頓站後經聯絡線接駁西南主線。
尤斯頓聖潘克拉斯站預計將會設立地下通道分別通往尤斯頓車站和聖潘克拉斯車站，乘客將可以通過聖潘克拉斯車站前往本站及國王十字車站。

## 月台配置
| 淺層 月台 | 1號月台                    | → 環線 往艾奇韦尔路方向，经奧德門（法靈頓站）→ 漢默史密斯及城市線 往柏京方向（法靈頓站）→ 大都會線 往奧德門方向（法靈頓站）→                                      |
| 淺層 月台 | 島式月台，右邊車門將會開啟 | |
| 淺層 月台 | 2號月台                    | ← 環線 往汉默史密斯方向（尤斯頓廣場站） ← 漢默史密斯及城市線 往汉默史密斯方向（尤斯頓廣場站） ← 大都會線 往厄士橋／阿默斯罕／切斯罕／沃特福德方向（尤斯頓廣場站） |
| 深層 月台 | 7號月台                    | → 北線 往艾奇韋爾／米爾丘東／高巴內特方向（尤斯頓站）→ |
| 深層 月台 | 島式月台，右邊車門將會開啟 | |
| 深層 月台 | 8號月台                    | ← 北線 往摩登方向（天使站） |
| 深層 月台 | 6號月台                    | → 皮卡迪利線 往卡克福斯特方向（卡利東尼安道站）→ |
| 深層 月台 | 島式月台，右邊車門將會開啟 | |
| 深層 月台 | 5號月台                    | ← 皮卡迪利線 往鄂克斯橋／希斯洛1,2,3號航廈／5號航廈方向（羅素廣場站）                                                                                             |
| 深層 月台 | 3號月台                    | ← 維多利亞線 往 布里克斯頓方向（尤斯頓站） |
| 深層 月台 | 島式月台，左邊車門將會開啟 | |
| 深層 月台 | 4號月台                    | → 維多利亞線 往沃森斯托中央方向（高貝利及伊斯靈頓站）→ |

維多利亞線在此站至華倫街站使用左落右上模式，有別於一般地鐵路線運行方向。這是為了配合尤斯頓站與北線(銀行支線)之間跨月台轉乘設計，方便北線乘客於尤斯頓站同方向跨月台轉乘維多行亞線。

## 接駁交通
倫敦交通局於此站設出閘轉乘機制，使用蠔卡或其他非接觸式支付系統於指定時間內在本站與國王十字車站/聖潘克拉斯車站間轉綫，計算車資時會被視作一程車程。
倫敦巴士17、30、46、63、73、91、205、214、259、390和476號均途經本站。